# Ophiorrhiza cordata
Ophiorrhiza cordata är en måreväxtart som beskrevs av W.L.Sha, S.Y.Jin och Yi Ling Chen. Ophiorrhiza cordata ingår i släktet Ophiorrhiza och familjen måreväxter. Inga underarter finns listade i Catalogue of Life.